# Salvatore Maniscalco
Salvatore Maniscalco (Messina, 1813 – Marsiglia, maggio 1864) funzionario di polizia del Regno delle Due Sicilie.

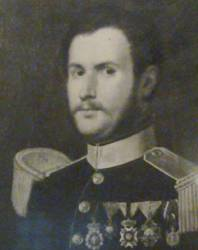

Nato da famiglia palermitana entrò nella gendarmeria borbonica, facendo rapida carriera per le sue capacità e per la sua devozione al regime borbonico. 
Nel 1848 in Sicilia, al seguito del principe di Satriano venne da questi nominato Gran Prevosto e successivamente capo della polizia in Sicilia, dove svolse il suo ruolo con abilità non comune e mano fermissima, creando un corpo di polizia con funzionari siciliani, che conoscevano l'ambiente.
Il Maniscalco operò efficacemente per mantenere il controllo borbonico nell'isola e per raggiungere questo scopo non si fece scrupolo di usare ogni mezzo, legale o illegale, prevenendo ogni tentativo rivoluzionario. 
Il 22 ottobre 1859 si salvò da un attentato alla sua vita, da parte di un sicario, che lo colpì alla schiena con il pugnale nei pressi della cattedrale ed a seguito di questo attentato, gli eventi successivi all'armistizio di Villafranca e le annessioni nell'Italia centro-settentrionale aumentò molto le misure di prevenzione e repressione.
Nonostante la dura attività anti-rivoluzionaria adottata il Maniscalco non poté arginare gli eventi successivi e nei suoi rapporti aveva previsto il mutamento rivoluzionario, da autonomismo da Napoli ad unitarismo nazionale, esprimendo il suo pessimismo sugli eventi futuri in una lettera del 15 maggio 1860 al re:
(Dizionario del Risorgimento Nazionale – Vol. IV – pag. 472)
Con l'arrivo di Garibaldi, conscio del prossimo crollo del potere borbonico nell'isola, mise in salvo la sua famiglia a Napoli, continuando ad operare in Sicilia fino all'ultimo. Quindi dopo la caduta di Palermo partì per Napoli, raggiungendo la famiglia che aveva preso alloggio in un appartamento sulla riviera di Chiaia, procurato dal Filangieri, il 22 luglio il Consiglio deliberò il suo allontanamento da Napoli ed il 28 luglio 1860, su ordine di Liborio Romano nuovo ministro dell'interno, si imbarcò con la famiglia per Marsiglia, il 6 agosto si trasferì ad Avignone.